# Erich Richter (Fußballspieler)
Erich Richter (* 23. Oktober 1923) ist ein ehemaliger deutscher Fußballspieler. Für Hassia Bingen und die SV Weisenau spielte er in den 1950er Jahren zeitweise in der Oberliga Südwest als seinerzeit höchster Spielklasse.

## Sportlicher Werdegang
Richter spielte zu Beginn der 1950er Jahre für Hassia Bingen in der II. Division Südwest. Mit dem Klub verpasste er am Ende der Spielzeit 1951/52 als Tabellendritter hinter dem VfR Kirn und der FV Speyer zunächst sportlich den Aufstieg in die Oberliga Südwest, aufgrund des nachträglichen Ausschlusses des VfR Frankenthal kurz zu Beginn der folgenden Spielzeit rückte er jedoch mit der Mannschaft nach. In der Spielzeit 1952/53 blieb er mit dem Klub in der gesamten Spielzeit ohne Sieg, entsprechend belegte die Mannschaft abgeschlagen mit drei Punkten den letzten Tabellenplatz und musste direkt wieder absteigen. Dabei war Richter in 20 der 30 Saisonspiele zum Einsatz gekommen und hatte zwei Tore erzielt. In den folgenden drei Jahren lief er für den Klub erneut in der II. Division auf, ehe er am Ende der Spielzeit 1955/56 auch dort den Klassenerhalt verpasste.
Im Sommer 1956 gehörte Richter neben den vom SV Darmstadt 98 respektive SV Kostheim 1912 verpflichteten Horst Schultz und Walter Frosch zu den Neuzugängen des Zweitdivisionärs SV Weisenau. Mit der vom Ex-Spieler Heinrich Stillger trainierten Mannschaft um Torhüter Hans Ratajczak, Norbert Bieger, Heinrich Müller,  Willi Veit und Karl Wagner schaffte er am Ende der Spielzeit 1957/58 als Meister der Wiederaufstieg des Klubs in die Südwestoberliga. Jedoch blieb für Richter auch bei diesem Klub der Erfolg in der höchsten Spielklasse aus, auch in der Spielzeit 1958/59 belegte er nur den letzten Tabellenplatz. Dabei hatte er 23 Saisonspiele bestritten, dieses Mal bli8eb ein Torerfolg für ihn aus.
Später blieb Richter als Trainer der SV Weisenau verbunden, die er zwischen 1961 und 1963 als Nachfolger von Georg Hagen betreute.